# لويس غارسيا ساينز
لويس غارسيا ساينز (بالإسبانية: Luis García Sainz)‏ هو أستاذ جامعي وكاتب وجغرافي إسباني، ولد في 10 أغسطس 1894 في سرقسطة في إسبانيا، وتوفي في 11 مارس 1965.